# Eclipta cyanea
Eclipta cyanea là một loài bọ cánh cứng thuộc họ Xén tóc. Loài này được Bates mô tả năm 1885.